# Capital Manchester
 (janvier 2024).
Si vous disposez d'ouvrages ou d'articles de référence ou si vous connaissez des sites web de qualité traitant du thème abordé ici, merci de compléter l'article en donnant les références utiles à sa vérifiabilité et en les liant à la section « Notes et références ».
Capital Manchester est une station de radio de Manchester, en Angleterre. Elle appartient à Global Radio, comme les neuf autres stations du réseau Capital. Ses studios sont basés à  Exchange Quay, à Salford.